# Lasiopelta secunda
Lasiopelta secunda är en tvåvingeart som först beskrevs av Malloch 1935.  Lasiopelta secunda ingår i släktet Lasiopelta och familjen husflugor. Inga underarter finns listade i Catalogue of Life.